# Amtsgericht Sensburg
Das Amtsgericht Sensburg war ein preußisches Amtsgericht mit Sitz in Sensburg, Ostpreußen.

## Geschichte
In Sensburg bestanden bis 1849 das Land- und Stadtgericht Sensburg und ab 1849 das Kreisgericht Sensburg. Im Rahmen der Reichsjustizgesetze wurden die bestehenden Gerichte aufgehoben und einheitlich Amtsgerichte gebildet. Das königlich preußische Amtsgericht Sensburg wurde mit Wirkung zum 1. Oktober 1879 als eines von zehn Amtsgerichten im Bezirk des Landgerichtes Lyck im Bezirk des Oberlandesgerichtes Königsberg gebildet. Der Sitz des Gerichtes war Sensburg. Sein Gerichtsbezirk umfasste den Kreis Sensburg ohne den Teil, der dem Amtsgericht Nikolaiken zugeordnet war. Am Gericht bestanden 1880 fünf Richterstellen. Das Amtsgericht war damit das größte Amtsgericht im Landgerichtsbezirk. Bei diesem Amtsgerichte bestand eine Strafkammer. Gerichtstage wurden in Alt Ukta gehalten.
Im Jahre 1945 wurden der Amtsgerichtsbezirk unter polnische Verwaltung gestellt und die deutschen Einwohner vertrieben. Damit endete auch die Geschichte des Amtsgerichtes Sensburg. Unter polnischer Verwaltung entstand das Sąd Rejonowy w Mrągowie (1950–1975: Sąd Powiatowy w Mrągowie).